# Bernsroth
Bernsroth ist ein Gemeindeteil der Kreisstadt Kronach im Landkreis Kronach (Oberfranken, Bayern).

## Geographie
Die Einöde liegt in Hanglage an einem linken Zufluss der Haßlach. Ein Anliegerweg führt nach Krugsberg (0,7 km nordwestlich) bzw. nach Kronach (2 km südlich).

## Geschichte
Gegen Ende des 18. Jahrhunderts bestand Bernsroth aus einem Anwesen. Das Hochgericht übte das bambergische Centamt Kronach aus. Grundherr des Ganzhofes war das Rittergut Untermerzbach.
Mit dem Ersten Gemeindeedikt wurde Bernsroth dem 1808 gebildeten Steuerdistrikt Gundelsdorf und der 1818 gebildeten Ruralgemeinde Knellendorf zugewiesen. Am 1. Juli 1971 wurde Bernsroth im Zuge der Gebietsreform in Bayern in Kronach eingegliedert.

### Einwohnerentwicklung
| Jahr      | 001818 | 001824 | 001861 | 001871 | 001885 | 001900 | 001925 | 001950 | 001961 | 001970 | 001987 |
| Einwohner | 11     | 18     | 12     | 13     | 16     | 13     | 9      | 6      | 6      | 8      | 10     |
| Häuser    | 2      |        |        |        | 2      | 2      | 1      | 1      | 1      |        | 1      |
| Quelle    | [ 5 ]  | [ 7 ]  | [ 8 ]  | [ 9 ]  | [ 10 ] | [ 11 ] | [ 12 ] | [ 13 ] | [ 14 ] | [ 15 ] | [ 1 ]  |

## Religion
Der Ort ist römisch-katholisch geprägt und nach St. Johannes der Täufer (Kronach) gepfarrt.